# 駭客空間
駭客空間（Hackerspace）或黑客空间，译自黑客和空间的组合，有的时候也叫作创作空间或创客空间，出自Make Magazine，是一个真的（相对于虚拟）地方，在这里的人们有相同的兴趣，一般是在科学、技术、数码或电子艺术，人们在这里聚会，活动和合作。
駭客空間可以看作是开放交流的实验室、工作室、机械加工室，这里的人们有着不同的经验可以聚会来共享资料和知识为了制作／创作他们想要的东西。

## 典型的駭客空間
典型的駭客空間包括
- 学习和研究及共享知识
- 报告和演讲
- 社会活动包括游戏和派对
- 在独立或团队的项目上工作

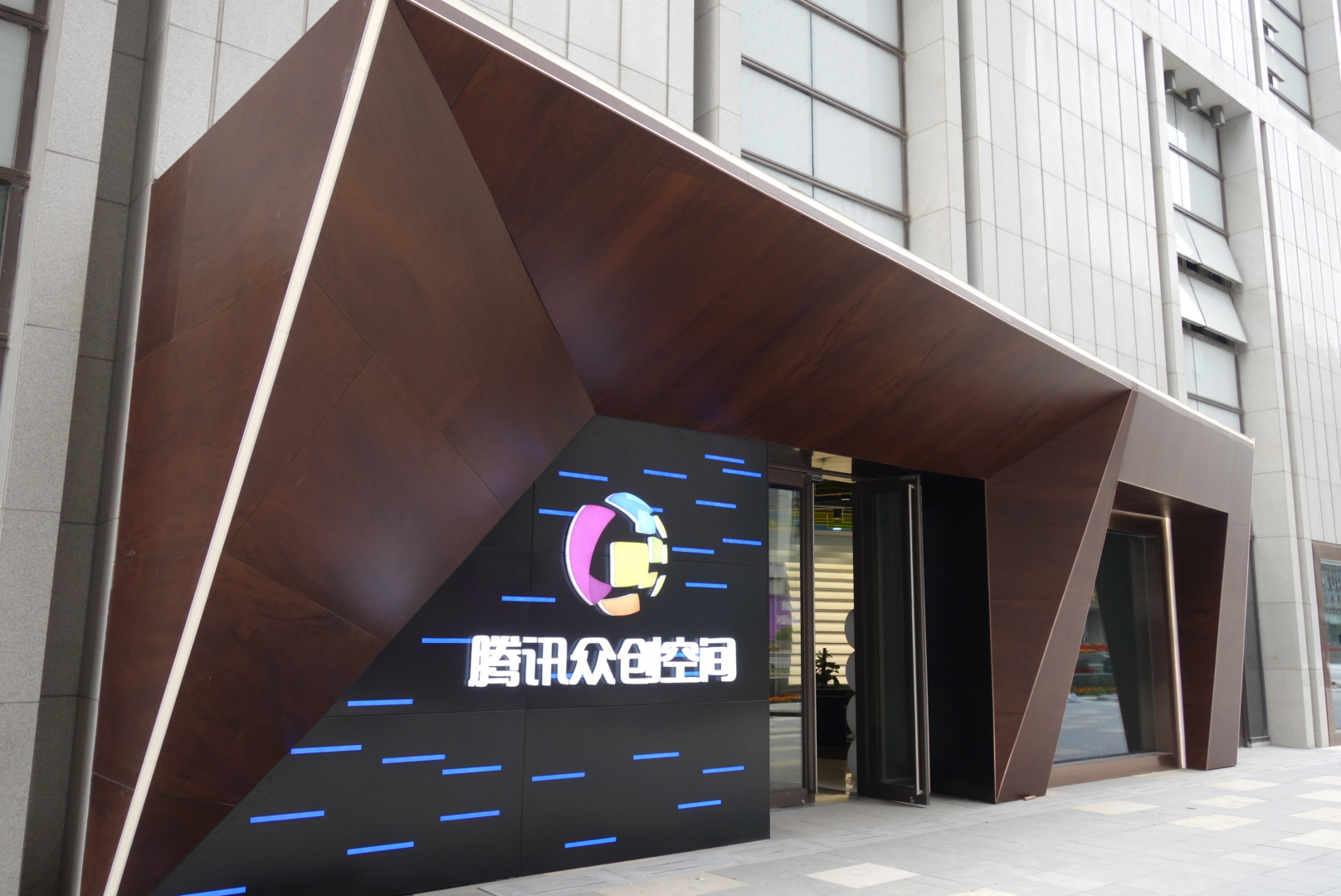
腾讯在天津自贸区设立的众创空间

在駭客空間大家共享各种设备包括服务器、网络、音视频设备、工具。一些自己不需要的电子配件（产品）拿出来大家一起学习，研究、分析。有了这些设备和资料黑客空间的人可以：
- 制作DIY项目
- 开发新的或正在开发的开源硬件项目
- 制作个人和团队的发明
- 创作艺术品，像活动艺术
- 游戏和计算机动画开发

駭客空間的主要的经济来源有的是靠会员费，有的是靠赞助。

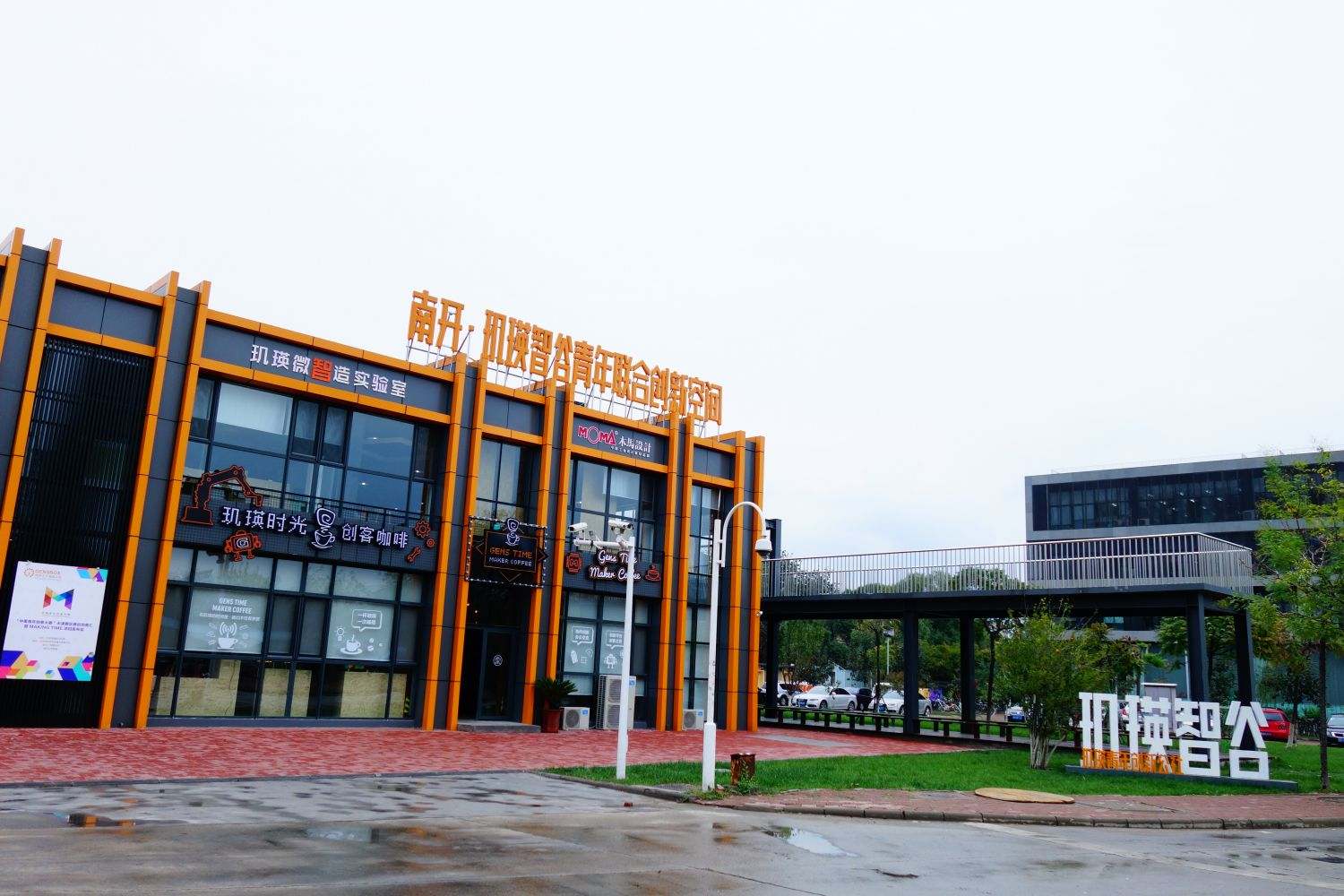
南开大学校内的众创空间

## 駭客空間列表
- Pumping Station One in Chicago, IL
- The Cowtown Computer Congress in Kansas City
- C4 in Cologne
- c-base in Berlin
- RaumZeitLabor in Mannheim
- Metalab in Vienna
- Illutron in Copenhagen
- Metalab in Vienna
- TOG in Dublin
- HacDC in Washington DC
- NYC Resistor in New York City
- Noisebridge in San Francisco
- HackerDojo in Mountain View, California
- Cyberpipe in Ljubljana
- Bucketworks in Milwaukee, WI
- XinCheJian新车间in Shanghai, China